# Jean de Dunois

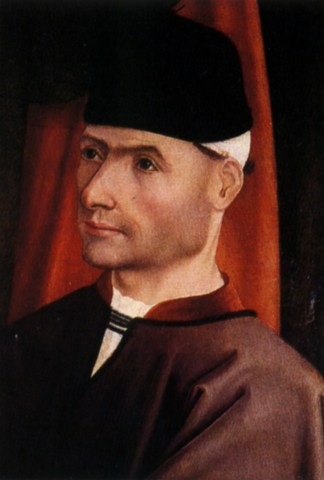
Jean de Dunois (Jan Orleański)

Jean d'Orléans Bastard de Dunois (Jan Orleański, ur. 23 listopada 1402 w Paryżu, zm. 24 listopada 1468), naturalny syn Ludwika de Valois, księcia Orleanu, i Mariette d'Enghien. Zwany "Bastardem Orleańskim".
Jego ojciec zmarł w 1407 r., zamordowany przez swojego politycznego przeciwnika, księcia Burgundii Jana bez Trwogi, z którym walczył o regencję w imieniu chorego na umyśle króla Karola VI. Jean został adoptowany przez żonę Ludwika, Walentynę Visconti. Miał dobre stosunki ze swoim starszym przyrodnim bratem, księciem Karolem Orleańskim, który dostał się do angielskiej niewoli po bitwie pod Azincourt w 1415 r. To sprawiło, że Jean został jedynym męskim przedstawicielem linii orleańskiej we Francji. Od razu też włączył się w trwającą wojnę domową po stronnie stronnictwa Armaniaków, popierających Karola VI i walczących z Burgundczykami.
Wzięty do niewoli przez burgundczyków w 1418 r. przebywał w niej do roku 1420. Następnie wstąpił na służbę do delfina Karola. W 1421 r. otrzymał tytuł pana de Valbonais. W latach 1424–1425 był hrabią Mortain, w latach 1430–1439 hrabią Périgord, od 1439 r. hrabią Dunois, a od 1443 r. hrabią Longueville.
Brał udział w walkach wojny stuletniej. Po stronie armaniaków walczył w zwycięskiej bitwie pod Baugé (22 marca 1421) oraz przegranych pod Cravant (1423) i Verneuil (sierpień 1424). W 1427 r. brał udział w zakończonej sukcesem odsieczy Montargis. W 1429 r. dowodził obroną Orleanu przed Anglikami. Razem z Joanną d'Arc uwolnił miasto od oblężenia. Towarzyszył jej w następnych kampaniach i pozostał aktywny po jej śmierci w 1431 r. W 1432 r. dowodził wojskami, które zdobyły Chartres. W 1443 r. odrzucił Anglików spod Angers, w 1448 r. zdobył Le Mans, a w 1450 r. dowodził francuskimi wojskami, które dokończyły podbój Normandii.
W zamian za zasługi w obronie księstwa Orleanu, książę Karol nadał przyrodniemu bratu, kiedy tylko odzyskał wolność, zamek Châteaudun. Dunois otrzymywał również zaszczyty od króla Karola VII, który nadał mu tytuł "Odnowiciela Królestwa" oraz stopień głównodowodzącego wojsk, niższy rangą tylko od konstabla. Dunois otrzymywał zaszczyty mimo iż w 1440 r. wziął udział w "pragerii", czyli buncie możnych przeciwko Karolowi VII. W latach 1464–1465 brał udział, również po stronie możnych, w Wojnie Dobra Publicznego przeciwko królowi Ludwikowi XI. Zdołał się jednak utrzymać w łaskach u monarchy w następnych latach i przewodniczył królewskiej Radzie Trzydziestu Sześciu.
W kwietniu 1422 r. w Bourges poślubił Marię Louvet (zm. 1426), córkę Jana Louvet. Małżonkowie nie mieli razem dzieci. 26 października 1439 r. poślubił Marię d'Harcourt, panią de Parthenay, de Secondigny, de Vouvent, de Mervant, de Mateselon, de Durtal (zm. 1 września 1464), córkę Jana II d'Harcourt. Jean i Maria mieli razem dwóch synów i dwie córki:
- Jan (1441 – po 27 sierpnia 1450)
- Maria (1444 – po 13 grudnia 1499), żona Ludwika de La Haye, pana de Beaumont
- Franciszek I (1447 – 25 listopada 1491), hrabia de Longueville, de Dunois i de Tancarville
- Katarzyna (1449 – 30 maja 1501), żona Jana von Saarbrücken, hrabiego Roucy

Dunois miał również jednego nieślubnego syna, Jana.
Zmarł w 1468 r. i został pochowany obok swojej żony w opactwie w Clery.